# Oxiconazole
L'oxiconazole est un antifongique qui inhibe la synthèse de l'ergostérol, molécule constitutive de la membrane fongique. Il est généralement administré dans une crème ou une lotion pour traiter les infections de la peau, telles que le pied d'athlète, l'intertrigo inguinal et les dermatophytoses. Il est également prescrit pour traiter l'éruption cutanée connue sous le nom pityriasis versicolor, causée par la prolifération de levures systémiques du genre Malassezia.
La synthèse de l'oxiconazole a été brevetée par G. Mixich, K. Thiele en 1986.
Le FONX est une spécialité qui contient de l'oxiconazole.